# Continental Circus
Continental Circus o semplicemente Circus è la denominazione usuale per l'insieme degli addetti ai lavori e degli automezzi da trasporto, motorhome, officine mobili ed altri veicoli di supporto, posti in adiacenza ai circuiti di gara degli sport motoristici, come il Motomondiale o la Formula 1, che seguono o precedono i piloti nei vari luoghi di svolgimento delle competizioni.

## Storia
Originariamente, Continental Circus era la denominazione con la quale veniva indicata la moltitudine di piloti, familiari e addetti che, a partire dal secondo dopoguerra e fino all'inizio degli anni ottanta, con mezzi propri si spostavano di circuito in circuito per gareggiare nelle competizioni internazionali e nelle prove in calendario del Campionato mondiale di motociclismo, sostanzialmente conducendo una vita itinerante al pari delle carovane circensi. Il termine Continental deriva dal fatto che, fino alla stagione 1986, i Gran Premi di motociclismo si disputarono quasi esclusivamente nel continente europeo.
La terminologia stessa divenne anche il titolo del film documentario Continental Circus uscito nel 1972, che descriveva la vita del famoso pilota del tempo Jack Findlay.
Per similitudine, a partire dagli anni settanta, vennero così denominate anche le installazioni logistiche mobili che supportano i piloti degli altri sport motoristici.